# Mikael Ericsson
Mikael Ericsson (* 10. března 1952, Arvika, Švédsko) je violoncellista švédského původu spojený od 80. let s Prahou.

## Život
Pochází ze švédského města Arvika ležící na středozápadě země v provincii Värmland z hudební rodiny. Otec Gunnar byl klavírista, hudební pedagog a organizátor mezinárodních hudebních kurzů, bratr je houslista. 
Na violoncello začal hrát od 7 let pod dohledem známého dánského pedagoga Hanse Erika Deckerta. Později studoval hru na violoncello pod vedením uznávaného violoncellisty Erlinga Bløndal-Bengtssona, v létech 1968 až 1971 nejprve na výběrové hudební škole švédského rozhlasu na zámku Edsberg nedaleko Stockholmu a posléze v létech 1971 až 1972 na Královské dánské hudební akademii v Kodani. Absolvoval mistrovské kurzy v Mont Orfordu v Kanadě u francouzského violoncellisty Guy Fallota roku 1969 a v Kodani u světoznámého violoncellisty, Američana ruského původu, Gregora Pjatigorského roku 1971.
V létech 1962 až 1972 se účastnil interpretačních kurzů, které v Arviku pořádal Josef Vlach ve spolupráci s jeho otcem. Přátelství s Josefem Vlachem ho přivedlo roku 1972 ke studiu na Akademii múzických umění v Praze, kde studoval hru na violoncello u profesora Josefa Chuchra a komorní hru u docenta Vlacha. V roce 1978 se stal finalistou mezinárodní soutěže Petra Iljiče Čajkovského v Moskvě a roku 1980 zvítězil na Pražském jaru, kde získal cenu za nejlepší interpretaci soudobé české skladby.

### Zralost
Od roku 1976 je řadovým členem i sólistou Českého komorního orchestru. Jako sólista dále koncertoval s mnoha významnými českými orchestry (např. Symfonický orchestr hlavního města Prahy FOK, Symfonický orchestr Českého rozhlasu, Janáčkova filharmonie Ostrava, Slovenská filharmonie, Pražský komorní orchestr bez dirigenta, Filharmonie Brno) a s četnými zahraničními orchestry v Německu, Maďarsku a Polsku. Se Stockholmským rozhlasovým orchestrem podnikl turné po Švédsku a s Českým komorním orchestrem po Španělsku. Spolupracoval s řadou známých dirigentů (Herbert Blomstedt, Aram Iljič Chačaturjan, Libor Pešek, Josef Vlach, Vladimír Válek, Ondřej Kukal), jako doprovod měl mnohé známé klavíristy (Josef Hála, Ivan Klánský, Jenő Jandó, Oliver Triendl, Adolf Wiklund).
Uskutečnil premiéry některých skladeb soudobých autorů (Viktor Kalabis, Štěpán Koníček, Ondřej Kukal, Zdeněk Lukáš, Jiří Laburda, Alois Piňos). Dále nahrál sonáty pro violoncello a klavír od Sergeje Rachmaninova a Edvarda Griega, sonáty Luigi Boccheriniho pro violoncello a cembalo a skladby pro violoncello a klavír Bohuslava Martinů. Natáčel pro rozhlasové stanice v ČR, v Německu i ve Švédsku, spolupracoval s českou a švédskou televizí.
Se svou manželkou houslistkou Janou Vlachovou založil v roce 1977 komorní Duo Vlachová-Ericsson, s kterým mimo koncertní vystupování nahráli i několik CD s hudbou Arthura Honeggera, Bohuslava Martinů a Maurice Ravela, natáčeli také skladby starých mistrů (Josef Rejcha, Karel Stamic). V roce 1982 sestavil s manželkou Nové Vlachovo kvarteto, které v roce 1995 změnilo název na Vlachovo kvarteto Praha, ve kterém hraji dodnes.
Mimo hraní v Českém komorním orchestru, sólovém vystupování a hře v kvartetu ještě působí v triu Serioso kde hraje s manželkou Janou Vlachovou (housle) a Karlem Stadtherrem (viola) a dále vystupuje v klavírním kvartetu Ad Libitum, kde na klavír hraje Helena Suchárová-Weiser.
Věnuje se i pedagogické činnosti. Vedl mezinárodní kurzy sólové i komorní hry a semináře na hudebních školách ve Švédsku i Spojených státech. V létech 2006 až 2010 vyučoval na konzervatoři v Plzni a od roku 2010 je pedagogem na Akademie múzických umění v Praze.

## Diskografie
Počet jím nahraných skladeb je úctyhodný, nahrává sólově, v duetu, s kvartetem i v různých sestavách, včetně velkých orchestrů. Zde je výběr z jeho nahrávek (Diskografie),Mikael Ericsson v Českém hudebním slovníku osob a institucí
- Ukázka - Josef Rejcha: Koncert pro violoncello D dur, Mikael Ericsson a Český komorní orchestr (r. 1995)